# سوران سفلي (مقاطعة إسلام آباد غرب)
سوران سفلي (بالفارسية: سوران سفلی) هي قرية تقع في قسم حومة الشمالي الريفي (مقاطعة إسلام آباد غرب) في إيران. يقدر عدد سكانها بـ 81 نسمة بحسب إحصاء 2016.